# Tomoko Sasaki (compositrice)
Pour l’article homonyme, voir Tomoko Sasaki.
Tomoko Sasaki (佐々木朋子, Sasaki Tomoko), aussi connue sous le pseudonyme de Maguro, est une auteure-compositrice, arrangeuse, scénariste et comédienne de doublage japonaise. Elle est surtout connue pour avoir composé et écrit les paroles de Dream Dream, le thème emblématique du jeu Nights into Dreams.

## Biographie
Née dans le bourg de Gonohe (préfecture d'Aomori), elle sort diplômée du département Musique de l'université de Chiba. Elle rejoint Sega en 1992, puis est transférée à Wave Master à la suite de la réorganisation de 2000. 
Elle quitte Sega à la fin des années 2000, mais reste affiliée avec l'entreprise par l'intermédiaire du groupe Serani Poji, qu'elle a créé en 1999 avec la chanteuse Yukichi et le producteur Yukihiro Fukutomi, chargé de la musique du jeu RoomMania #203 sur Dreamcast, puis de sa version PlayStation 2, et de sa suite. Le groupe annonce sa mise en « hibernation » en septembre 2004, mais Tomoko Sasaki, désormais chanteuse, et unique membre, relance ses activités en sortant deux nouvelles chansons sur MySpace et un album, entre 2009 et mars 2010.
Après son départ de Sega, Tomoko Sasaki forme également, avec sa sœur cadette Wakaba Sasaki, Tokio Heidi, qui crée des livres, des animations et des vidéos pour enfants.

## Œuvres et participations notables

### Musique de jeu vidéo
- World of Illusion (Mega Drive)
- Panic! (Mega-CD, PlayStation 2)
- Sonic CD (Mega-CD, PlayStation 3, Xbox 360)
- Virtua Racing Deluxe (32X)
- Ristar (Mega Drive, Game Gear, Wii, PlayStation 3)
- Blue Seed: Kushinada Hirokuden (Saturn)
- Nights into Dreams (Saturn, PlayStation 2)
- Christmas Nights into Dreams (Saturn)
- Burning Rangers (Saturn)
- Samba de Amigo (Naomi, Dreamcast, Wii)
- Super Galdelic Hour (PlayStation 2)
- RoomMania #203 (ja) (PlayStation 2)
- New RoomMania: Porori Seishun (PlayStation 2)
- Project Rub (Nintendo DS)
- The Rub Rabbits! (Nintendo DS)
- Mushiking: The King of Beetles (Nintendo DS)
- M¿nd Quiz : Musclez votre cerveau (Nintendo DS)
- Onsei Kanjō Sokuteiki: Kokoro Scan (Nintendo DS)
- Mite Kiite Nou de Kanjite Crossword Tengoku (PSP)
- Nights: Journey of Dreams (Wii)
- Super Smash Bros. Brawl (Wii)[1]
- Deathsmiles II (Xbox 360)[2]
- Mofumofu Bokujō

### Actrice vocale
- Nights into Dreams : Nightpian
- Sonic Adventure : Chao
- Sonic Adventure 2 : Chao
- Sonic Adventure 2: Battle : Chao
- Sonic Adventure DX : Chao
- Mario et Sonic aux Jeux olympiques d'hiver (version DS) : Chao
- Sonic & All-Stars Racing Transformed : Mii
- New RoomMania: Porori Seishun : Ponchak